# Régiment blindé de fusiliers-marins
Ne doit pas être confondu avec 1er régiment de fusiliers marins.
Vous pouvez aider à l'améliorer ou bien discuter des problèmes sur sa page de discussion.
- Il ne cite pas suffisamment ses sources. Vous pouvez indiquer les passages à sourcer avec {{référence nécessaire}} ou {{Référence souhaitée}}, et inclure les références utiles en les liant aux notes de bas de page. (Marqué depuis mai 2022)
- Certaines informations devraient être mieux reliées aux sources mentionnées dans la bibliographie ou les liens externes. Améliorez sa vérifiabilité en les associant par des références. (Marqué depuis mai 2022)
- Son texte doit être wikifié : il ne correspond pas à la mise en forme Wikipédia (style, typographie, liens internes, liens entre les wikis, etc.). (Marqué depuis mai 2022)
- Il n’est pas rédigé dans un style encyclopédique. (Marqué depuis mai 2022)

- Archive Wikiwix
- Bing
- Cairn
- DuckDuckGo
- E. Universalis
- Gallica
- Google
- G. Books
- G. News
- G. Scholar
- Persée
- Qwant
- (zh) Baidu
- (ru) Yandex
- (wd) trouver des œuvres sur Wikidata

Le régiment blindé de fusiliers-marins (ou RBFM) est une ancienne unité de la 2e division blindée française. Il appartient aux unités de fusiliers marins qui sont des unités de marine militaire française
Le RBFM fut composé à partir de marins français, dont les navires avaient été immobilisés ou détruits, et équipé de matériel américain. Il participe à la libération de la France en 1944-1945, à la campagne d'Allemagne en 1945 puis aux premières phases de la guerre d'Indochine en 1946.

## Histoire

### Origine
En mai 1942, lors de la bataille de Madagascar mettant fin au régime de Vichy sur l'île, des marins sont faits prisonniers à Diego-Suarez par les Britanniques et internés en Angleterre (au camp d'internement no 1 de Grizedale Hall).

### Débarquement anglo-américain en Afrique du Nord
Le 8 novembre 1942, les troupes anglo-américaines débarquent en Afrique du Nord, c'est l'opération Torch. Un nouvel élan se présente donc pour une poignée de marins (45 officiers, 333 officiers mariniers, quartiers-maîtres et matelots) qui veulent en découdre avec l’Allemagne. Les hommes indiquent leur désir de rejoindre Alger où ils seront acheminés dans le but de créer un bataillon de fusiliers-marins pour la prise et la tenue des batteries d’artillerie de marine de Bizerte. S'il ne manque pas de marins pour embarquer, nombreux sont ceux qui vont aller combattre à terre, dans la grande tradition des fusiliers-marins.

### Surveillance de Bizerte
Ils sont armés mais rapidement, ce rôle de surveillance leur pèse dans le « bataillon Bizerte ». Certains ré-embarquent, d'autres se voient proposer de rejoindre un régiment de chasseurs de chars en cours de formation. Le 19 septembre 1943, le bataillon Bizerte devient le Régiment blindé de fusiliers-marins, le RBFM (par décision 97 EMG/3 du 19 septembre 1943). Ils sont ensuite acheminés vers Casablanca (Maroc) où ils percevront des tenues américaines et leur futur matériel. Ils sont rejoints par de nombreux volontaires (évadés de France, etc.).
C'est à Berkane qu'ils partent afin de se former enfin sur les chasseurs de chars (Tank Destroyers en anglais ou "TD") M10 Wolverine. Cette instruction se fera auprès du 11e RCA (Régiment de chasseurs d’Afrique). D'abord équipés du vieux matériel du RCA, ils finissent par recevoir du matériel neuf, en vue de leur intégration dans la 2e DB.

### Intégration dans la2eDB
Sous le commandement du capitaine de frégate Maggiar, assisté du capitaine de corvette Martinet, se constitue une unité regroupant 300 véhicules à roues ou à chenilles dont 36 M10 Wolverine, 25 scout-cars M3A1, 6 Half-Track M2, 3 Half-Track M3 et quelques motos.
Quatre escadrons de combat, sous les ordres des lieutenants de vaisseau Pauly, Guillon, Bonnet et Richard sont équipés d'automitrailleuses, de half-tracks et de chasseurs de chars, accompagnés de jeeps de protection.
Les chasseurs de chars portent des noms qui rappellent les bâtiments de la marine nationale dont certains sont célèbres comme le cuirassé Dunkerque ou le torpilleur Siroco. 
Le 29 avril 1944, la division embarque vers l’Angleterre depuis Mers el-Kébir. Le débarquement en Angleterre se fait aux ports de Greenock et Liverpool le 31 mai 1944, pour une installation autour du village de Sledmere dans le Yorkshire. Les effectifs sont complétés et les Scout-cars M3A1 sont remplacés par des M20. Le fils du Général de Gaulle, Philippe, intègre le régiment avec le grade d’enseigne de vaisseau.
Les chasseurs de chars sont équipés, en complément, de lunettes de visée « marine » françaises. Elles permettront au canon US de 76,2 de faire mouche sur un Panther à 3 000 m de distance.
| Escadron  | Peloton   | Nom des TD M10 Wolverine de la RBFM                   | Nom des TD M10 Wolverine de la RBFM                | Nom des TD M10 Wolverine de la RBFM        | Nom des TD M10 Wolverine de la RBFM              |
| --------- | --------- | ----------------------------------------------------- | -------------------------------------------------- | ------------------------------------------ | ------------------------------------------------ |
| premier   | premier   | FLAMME                                                | FOUDRE                                             | TONNERRE                                   | ECLAIR                                           |
| premier   | second    | TOURVILLE                                             | SUFFREN                                            | NARVAL                                     |                                                  |
| second    | premier   | LYNX                                                  | LEOPARD                                            | LION (détruit le 13 août 1944) puis LION 2 | JAGUAR                                           |
| second    | second    | MORSE                                                 | PHOQUE                                             | MARSOUIN                                   | SOUFFLEUR (détruit le 29/01/45) puis SOUFFLEUR 2 |
| second    | troisième | MILAN                                                 | EPERVIER                                           | ALBATROS                                   | VAUTOUR                                          |
| troisième | premier   | LE TERRIBLE (détruit le 23/11/44)) puis LE TERRIBLE 2 | LE FANTASQUE (détruit le 23/11/44) /LE FANTASQUE 2 | AUDACIEUX                                  | LE MALIN (détruit le 29/09/44) puis LE MALIN 2   |
| troisième | second    | FLIBUSTIER                                            | CORSAIRE                                           | MAMELUCK                                   | LANSQUENET                                       |
| troisième | troisième | RICHELIEU (réformé le 15/09/44) puis le RICHELIEU 2   | DUNKERQUE                                          | JEAN BART                                  | STRASBOURG                                       |
| quatrième | premier   | ORAGE                                                 | BOURRASQUE                                         | TEMPETE                                    | OURAGAN                                          |
| quatrième | second    | TYPHON                                                | TORNADE                                            | TRAMONTANE                                 | TROMBE                                           |
| quatrième | troisième | SIROCO                                                | CYCLONE                                            | SIMOUN                                     | MISTRAL                                          |

### Campagne de France
La campagne va être celle de la 2e DB dont le RBFM est un élément essentiel face aux puissants Panzers allemands.

#### Arrivée en Normandie
La 2e division blindée touche enfin le sol de France, à 1 h 30, dans la nuit du 2 au 3 août 1944, à Saint-Martin-de-Varreville, la plage d’Utah Beach où a débarqué le 6 juin la 4e division d’infanterie américaine. Le RBFM va suivre le parcours de la 2e DB dont il est une composante importante, de par sa puissance de feu face aux chars Panther et Panzer IV allemands. En effet, le Canon de 75 mm M3 du char Sherman M4A3 américain dont est dotée la 2e DB est insuffisant pour percer le blindage du Panther. Le canon 76,2 mm M7 du TD M10 le peut. Les canonniers de la Marine récupèreront le droit de porter la fourragère rouge.
Mais le matériel du RBFM est usé par l'entraînement et les déplacements. Il faut faire "retourner" les chenilles des TD en attendant des trains de roulement neufs. Le 2e escadron sera équipé de chenilles neuves le 20 août.

#### En avant
Départ de Lastelle le 6 août au soir, direction Coutances, La Haye-Pesnel, Avranches, Ducey, Saint-Laurent-de-Terregatte où se trouve le bivouac. L’itinéraire sera celui de la 2e DB, sauf l'épisode de la poche de Royan.

#### Première victoire

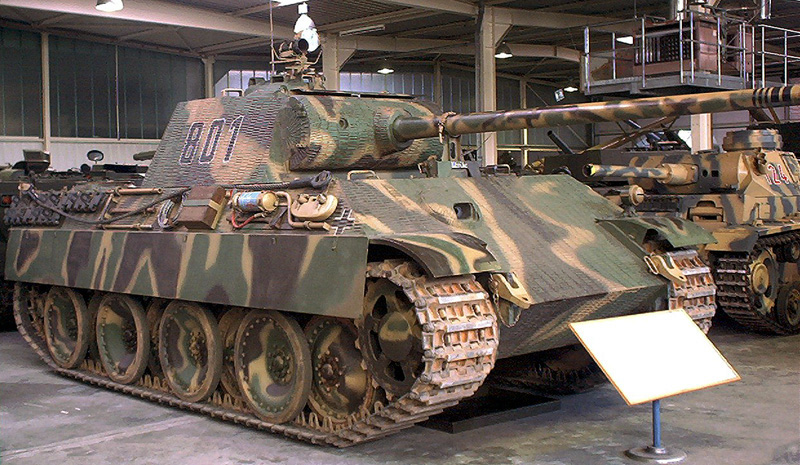
Char Panther (Musée des blindés de Saumur). Il s'agirait d'un des deux capturés à Dompaire.

Les TD affrontent leur ennemi, le char allemand Panther. Ce sera canon de 75 mm contre canon de 76,2 des TD, un engin souple, manœuvrant, protégé par ses jeeps d'escorte contre les voltigeurs allemands.

« C'est le 12 août 1944 que le Régiment enregistre sa première victoire. Vilarem, enseigne de vaisseau de 1re classe qui commande le 3e peloton du 3e escadron (un ancien de bataillon de Bizerte) reçoit l'ordre de 'surveiller' la route d'Alençon, on y signale pas mal de trafic [...]. Il envoie le "Strasbourg" et le "Jean-Bart" occuper cette position. Le "Strasbourg" est sous le commandement du quartier-maitre mécanicien Le Roux. Le TD "Jean-Bart" (commandé par Passaquet - un opticien télémétriste) du 3e Escadron détruit un Panther en 3 coups et à 800 mètres de distance (après avoir allumé au passage 3 camions remplis d'infanterie allemande). »

— Site du RBFM (op. cit. Liens externes)
Les TD ont un blindage allégé et une tourelle ouverte mais ils sont rapides et manœuvrent rapidement.

#### Libération d'Alençon
Le 12 août 1944, venant de Champfleur, la 2e division blindée du général Leclerc rentre dans Alençon et libère cette ville du joug allemand avant de partir après quelques jours vers Argentan puis vers Paris. La manœuvre audacieuse du général Leclerc, qui consistait à attaquer le plus rapidement possible, a été payante. Le grand intérêt de la prise rapide d'Alençon par la 2e DB, en dehors de la ville elle-même, sont ses ponts sur la Sarthe qui sont tombés intacts, permettant aux armées américaines et anglaises, nombreuses en Normandie à ce moment, de foncer vers l'est, vers Paris et la Seine, et au-delà. Alençon est la première ville française à être libérée par des forces françaises et non par des Alliés d’autres nationalités.
Le 13 août 1944, un peloton du RBFM pénètre dans Argentan où les allemands ripostent: le "Léopard" reçoit un coup d'anti-char sur l'avant qui a ricoché. Le "Lion" a été touché lui aussi, il a commencé à bruler. L'incendie s'étant éteint de lui-même, le "Lion" sort d'Argentan cependant, le char est à changer.
Le 15 août 1944, le 2e escadron RBFM se replie sur la nationale 158, à 6 kilomètres d'Argentan, en position défensive. Le groupe de TD Epervier-Milan se porte à l'entrée d'Argentan sur la route venant d'Ecouché, en appui des spahis. Deux Tigres sont embusqués, ouvrant le feu à 1 000 ou 1 500 mètres sur tout ce qu'ils voient. À 1 700 mètres, les deux tanks destroyers ouvrent le feu. Un Tigre est touché et neutralisé. Ce renseignement est confirmé par les fantassins du Tchad.
Le RBFM est positionné au Château d'Ô, une colonie de vacances de la Marine. C'est l'occasion de remettre les équipements en état, de compléter les approvisionnements et refaire le plein de carburant. Les TD sont équipés de chenilles neuves le 20 août 1944.
C'est du PC de la 2e DB situé à Fleuré qu'est donné l'ordre de départ pour Paris.

#### Libération de Paris

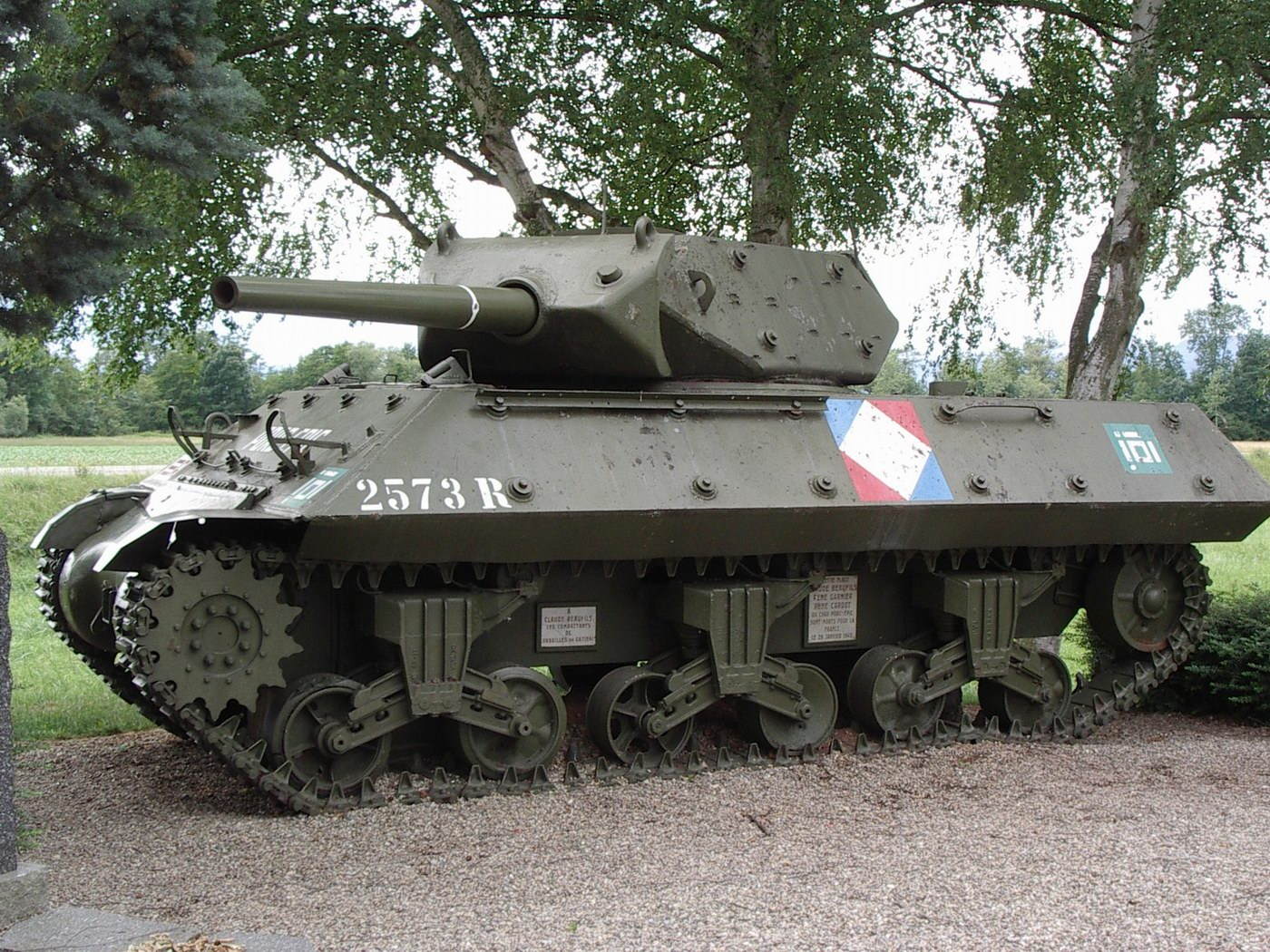
TD M10 Wolverine semblable à ceux du RBFM (ici, M10 destroyer du 8e RCA, Illhauesern).

Le RBFM va prendre une part active à la libération de Paris par la 2e DB. Trois axes de pénétration seront choisis.
- Toussus-le-Noble, Jouy-en-Josas et Viroflay pour entrer par le pont de Sèvres, ce dernier sera atteint le 24 juillet au soir, malgré une forte résistance. Le 4e Escadron fait partie de cette colonne.
- Arpajon, Longjumeau, Antony, Sceaux, pour arriver par les portes d'Orléans, Gentilly et Italie et progresser en direction de l’hôtel de Ville pour terminer à l'hôtel Meurice. Le 3e escadron fait partie de cette colonne.
- Trappes, Voisins-le-Bretonneux[6] et Guyancourt[7]. Les 1er et 2e Escadrons accompagnés du PC du régiment se déplacent avec la troisième colonne.

« Une forte résistance à l'angle de l'avenue de Madrid et du boulevard Maurice-Barrès : deux automitrailleuses du 1er escadron y ont été détruites. Vassal qui commande un peloton d'automitrailleuses accompagné de 2 TD du 3e peloton est chargé de s'occuper de la résistance allemande, située dans le jardin d'acclimatation. Le lieutenant de Vaisseau Vassal et le quartier-maître Le Bourdiec trouvent la mort pendant l'assaut. Il est fait ici 800 prisonniers dont une centaine d'officiers, ainsi qu'un millier d'armes individuelles, dix tonnes de munitions et une quarantaine de véhicules. C'est pendant cette action que le capitaine de frégate Maggiar est blessé à l’œil droit (a priori une balle qui aurait ricoché sur le blindage du TD "Jaguar" et un éclat de grenade dans le bras droit, il est évacué et sera opéré par des médecins de renom de l'académie de médecine de Paris. »

— Voir ref. ext. Le RBFM, op. cit.
Les escadrons se distingueront au jardin du Luxembourg, au pont de Sèvres, à la Concorde (un Panther à 1 800 m)...
Les Allemands ont attaqué de nuit au pont de Sèvres :

« [...] Au pont de Sèvres, nous avons été attaqués vers 4 h moins le 1/4. WARTER était de faction de 2 à 4. Il a été averti par des voix allemandes qui disaient "Stautzer" mais ne se sont pas arrêtées. Il a tiré dans les plus près de lui et sa carabine s'est enrayée. Il nous a appelé mais déjà Hetuin était mortellement blessé et son chef. Les Allemands ont essayé d'amener 3 canons dont 1 anti-char et 2 de 40 mm D.C.A.
Ils étaient environ à 20 mètres du char mais ont été dispersés par notre tir de mitrailleuse de 50, carabines et grenades.
Les Allemands ont eu 18 tués dans la nuit et une trentaine de pris dès le lever du jour.
Chez nous, CREPELLIERE, KERLAU et l'autre chef qui était avec eux (DREANNO).
HETUIN est mort chez des civils vers 4 h 1/2 ou 5 h.1/4 chez qui nous l'avions emmené ............... »

— récit de Paul Watel, conducteur du char Mistral
.
Les Allemands laisseront 40 morts sur le terrain, les marins perdront trois des leurs.
Le 25 août, des éléments du RBFM quittent le pont de Sèvres et, en passant par l'avenue Victor Hugo, abordent l'Arc de triomphe. Des véhicules légers allemands sont alors détruits. Quatre TD et une Jeep descendent alors les Champs Élysées. Les TD "Siroco" et "cyclone" par la gauche, le "Simoun" et le "Mistral" par la droite. Soudain, trois obus sont tirés en direction du "Simoun" sans toutefois l'atteindre. Après quelques secondes, l'équipage de ce dernier identifie l'ennemi: un panzer V Panther, situé place de la Concorde. Le Simoun positionné à hauteur de l'avenue George V (soit 1 800 m) ouvre le feu à son tour et se replie rapidement. Les deux obus tirés touchent le Panther à la tourelle sans le détruire. Dans le même temps, un char Sherman du 12e régiment de chasseurs d'Afrique, posté plus bas sur les Champs-Élysées (à hauteur du restaurant Ledoyen), réussit à atteindre le char allemand au niveau du compartiment moteur, côté gauche, et à l'immobiliser. Ce Panther sera finalement détruit par le "Douaumont", un Sherman du 501e régiment de chars de combat, venant de la rue de Rivoli, dans le dos du Panther. Ayant tiré l'obus explosif présent dans le canon sans résultats, puis, dans la précipitation, un obus fumigène, le "Douaumont" ira percuter violemment le char allemand avant que celui-ci n'ait réussi à tourner sa tourelle (cet épisode a été restitué dans le film "Paris brûle-t-il ?". L'équipage du char Panther évacuera ce dernier et ira se réfugier dans le Jardin des Tuileries. Le char allemand abandonné sera finalement détruit à la grenade par le Sergent Marcel Bizien, chef de char du "Douaumont".
Puis les 1er et 2e escadrons seront positionnés à l'Hippodrome de Longchamp, le 3e escadron se trouve au Bourget tandis que le 4e escadron s'enferme au fort de la Briche, à Saint-Denis.
La division et le RBFM quittent Paris le 8 septembre, direction l'Est. N’importe, les marins ont confiance en eux. Leur vitesse, la précision de leur tir, la sûreté de leur coup d’œil ont toujours triomphé de la puissance colossale des lourdes mécaniques teutonnes. Partout ils se sont imposés aux Allemands.[non neutre]
Depuis la Normandie, ils ont détruit plus de 60 chars ennemis ; eux, ils ont perdu le TD LION le 12 août 1944 dans Argentan.

#### Dompaire
Le village de Dompaire et les villages avoisinants de Lamerey et de Ville-sur-Illon furent le théâtre d'un affrontement entre le Régiment blindé de fusiliers-marins de la 2e division blindée, appuyé par  des chasseurs-bombardiers Republic P-47 Thunderbolt américains et une brigade blindée allemande, la 112e Panzerbrigade.
Le 12 septembre 1944, le général Hasso von Manteuffel, commandant de la 5e Panzer Armee envoie la 112e Panzerbrigade, forte de 45 chars moyens Panther, 46 chars moyens Pz IV, huit Flakpanzer IV et dix StuG, à travers la vallée de la Gitte afin de bloquer la progression de la 3e armée du général George Patton. 
Alors qu’ils approchent de Dompaire, le 12 septembre 1944, les colonnes de chars Sherman des groupements Massu et Mijonnet ainsi que de chasseurs de char Wolverine du RBFM sont accrochées par les chars allemands stationnés dans le village.
Le 13 septembre, pendant la première partie de la bataille, avec l’aide déterminante de l’aviation américaine (avion Thunderbolt), les troupes françaises détruiront 53 chars allemands sur les 90 engagés. La deuxième partie de la bataille opposa 45 chars allemands venant de Darney en renfort. Les troupes françaises et américaines détruiront seize chars allemands. Un avion américain est abattu. 
À l'aube du 13 septembre, les patrouilles vont tâter le terrain. Plusieurs Panther sont touchés. À Ville-sur-Illon, les Allemands contre-attaquent avec des Panzer Mark IV. Les avions interviennent à nouveau. Les Allemands hésitent et les avions américains interviennent à la roquette. Les Allemands fuient vers Épinal, laissant un cimetière de chars. La nuit survient qui permettra le repli allemand. Malgré la supériorité technique des chars allemands, la 112e Panzerbrigade perd plus de la moitié de ses chars, dont 59 Panther.
Deux Panthers, sur les trois capturés intacts, iront orner l'entrée des Invalides à Paris puis partiront au musée des Blindés de Saumur. Avions et tank destroyers auront fait de cette journée une belle victoire. Trois chars Panther seront inscrits au tableau de chasse du quartier-maitre Warter et de son char "Mistral".

#### Libération de Strasbourg
Les unités du RBFM sont regroupées en vue de la charge sur Strasbourg (voir 2e DB). L'articulation est la suivante :
- 1 escadron de tank-destroyers affecté au Groupement Dio,
- 1 escadron de tank-destroyers affecté au Groupement de Langlade,
- 1 escadron de tank-destroyers affecté au Groupement Guillebon.

Le RBFM est de la partie dans la charge qui part de Baccarat (31 octobre 1944), perce la Vor Vogesen Stellung, fonce sur Phalsbourg, à travers les cols de Dabo (21 novembre 1944) et de La Petite-Pierre, dans les forêts, par des routes difficilement praticables aux blindés. Les fusiliers-marins capturent le général allemand Brühn, stupéfait de son sort et l'envoient à Leclerc.
Le RBFM est toujours à la pointe, ses détachements accompagnant et protégeant les autres blindés. À la Caserne des Gardes de Strasbourg (23 novembre 1944), le TD Marsouin attaque, enfonce la porte, tire au canon et à la mitrailleuse et provoque la reddition de 320 soldats allemands dont 15 officiers. C'est un épisode entre autres dans cette charge qui s'arrêtera au Pont de Kehl, porte d'entrée de l'Allemagne défendue lourdement.

#### Poche d'Alsace, libération de Colmar
Les troupes alliées ont atteint le Rhin en novembre 1944 souhaitent progresser en terre allemande. Le Chef Suprême des Armées Alliées Dwight David Eisenhower s’y oppose. Il décide de nettoyer d’abord la Plaine d’Alsace de toute présence nazie et, surtout de progresser vers le Nord. Mais le Général de Lattre de Tassigny a surestimé l’état de ses troupes et les Généraux Eisenhower et Devers ont mésestimé la volonté de résistance allemande. 
Ceci associé aux retards des offensives, du fait du manque de carburant et aux conditions climatiques et météorologiques difficiles (pluie, neige, températures en dessous de 20 °C, brouillard), offrent le temps aux armées commandées par le Reichsführer Heinrich Himmler d’établir une contre-offensive au sud de Strasbourg, englobant Colmar et ses environs. 
Les armées nazies contraignent les populations de participer activement à des aménagements destinés à bloquer ou, tout au moins, ralentir la progression des chars alliés. Ils minent les champs, érigent des ouvrages défensifs. 
Les combats pour la Libération de la Poche de Colmar bénéficient au Sud des renforts de la 1re Armée dirigée par De Lattre de Tassigny arrivée avec le Débarquement de Provence en août-septembre 1944. Au Nord, la 2e DB de Leclerc progresse rapidement sur Sélestat (23 janvier 1945) puis rencontre des sols détrempés qui ralentissent la progression des chars, contraints de traverser de nombreux cours d’eau. Elle libère Obernai. Les Américains engagés plus au Nord reçoivent l’ordre de s’engager dans les combats de la Poche de Colmar. Une course contre la montre s’engage pour prendre les ponts sur le Rhin avant qu’ils ne soient détruits.
Cinq divisions nazies font face aux 103e et 36e Infantry Divisions, à la 2e DB et à la  6e Division américaine chargée de réduire la « Poche » et faire la jonction avec les troupes de De Lattre, qui viennent de libérer Mulhouse et progressent. Le général de Lattre prend le commandement de la Division.
Le 29 janvier 1945, l'équipage du "Lynx" aperçoit à 900 mètres à Guémar un Jagdpanther, mais ne l'a pas dans le champ de sa lunette. Il tire dans sa direction 7 perforants : l'ennemi se croit menacé et en manœuvrant présente son flanc au tireur du T.D. qui le détruit en quelques secondes.
De son côté le "Lion" touche à plusieurs reprises un second char ennemi sans résultats apparents. Le "Souffleur" placé à la sortie Nord du village reçoit l'ordre d'ouvrir le feu à 1 200 mètres sur un Jagdpanther qui se présente de front. Il l'atteint de plusieurs coups sans résultats apparents non plus. À son tour l'ennemi tire à explosif sur le T.D. blessant le chef de char (le second Maître Le Goff). Le matelot Gonidec, tireur, dirige le char. Celui-ci heurte une grange qui vient d'être détruite par un projectile, le moteur cale et en manœuvrant à nouveau pour se dégager le "Souffleur" est atteint par deux projectiles qui le mettent en flammes. 
Alors que Mulhouse est libérée le 20 et Strasbourg le 23 novembre 1944, Colmar est libérée le 2 février 1945.

#### Poche de Royan
En avril 1945, alors que les alliés déclenchent une grande offensive sur le Rhin, le RBFM reçoit l’ordre de rejoindre au plus vite le front de l’ouest en Charente-Inférieure (Charente-Maritime), et prend part aux combats pour libérer la ville fortifiée de Royan.
L'« opération Indépendance » avait démarré le 5 janvier 1945 par le largage de plus de 2 000 t de bombes par plusieurs centaines de bombardiers Lancaster. Ce raid a détruit la ville de Royan à 95 % avec plus de 500 victimes civiles et plus de 1 000 blessés parmi les habitants qui, en dépit des ordres, avaient refusé d'abandonner leur demeure.
Le 25 mars 1945, le commandement des Forces françaises du Sud-Ouest (FFSO) confié depuis octobre 1944 au colonel Adeline est dissous par de Larminat. À la place est créé un seul commandement dénommé Détachement de l'armée de l'Atlantique (DAA) sous les ordres du général de Larminat. Le DAA est renforcé de plusieurs bataillons coloniaux autorisés par Eisenhower à quitter le front du Reich pour le front de l'Atlantique dont la 2e DB.
L'« opération Indépendance » est rebaptisée « opération Vénérable ». Elle démarre le 15 avril 1945 par un nouveau bombardement par les forces aériennes américaines de la 8th Air Force, est suivie d'un bombardement par les canons de marine des croiseurs de l'amiral Joseph Ruë et enfin par un bombardement terrestre effectué par une brigade d'artillerie lourde américaine. L'offensive terrestre est menée par une division de marche « Gironde » (23 700 hommes) confiée au général d'Anselme (future 23e division d'infanterie) et une brigade dite « d'Oléron » (6 700 hommes) sous le commandement du colonel Adeline, appuyées par les blindés de la 2e DB et d'autres formations cuirassées (13e régiment de dragons, bataillon « Foch »), soit 30 400 hommes, dont un tiers de musulmans. Après de très durs combats, l'opération s'achève deux jours plus tard avec la reddition du contre-amiral Michahelles le 17 avril 1945.
Les combats se poursuivent dans la presqu'île d'Arvert, notamment au niveau de la forêt de la Coubre où les bunkers sont tenus par les marins du bataillon « Tirpitz ».
Le 20 avril 1945, les troupes du colonel De Milleret, soutenues par l'aviation française de reconnaissance et de bombardement, négocient et obtiennent la capitulation des forces allemandes de la pointe de Grave

#### ÀBerchtesgaden
Connue pour avoir été le lieu de villégiature d'Adolf Hitler, dès les années 1930, Berchtesgaden est une cible alliée. La résidence d'Hitler, le Berghof, subit un bombardement aérien le 25 avril 1945 en deux vagues. La première par 275 bombardiers Lancaster de la Royal Air Force escortés par 98 chasseurs P-51 Mustang de la 8th Air Force. La seconde par 825 B-17 de la 8th Air Force. Les dégâts matériels furent importants ; les pertes humaines de 31 tués (selon le journal local).
Le 4 mai, quatre jours après le suicide de Hitler et devant l'avancée des troupes alliées dans la région, les SS mettent le feu à la villa du Berghof. Quelques heures plus tard, la 3e division d'infanterie américaine arrive à Berchtesgaden en compagnie d'une unité de la 2e division blindée française dont des éléments arrivent les premiers au Berghof en flammes. Le 8 mai, l'Allemagne signe la capitulation sans conditions. Le gouvernement de la République fédérale allemande fait détruire les ruines en 1952.

### Envoi en Indochine
Après la capitulation, le RBFM cède ses blindés à un régiment de cuirassiers. Privé de véhicules, il entre dans la composition de la brigade marine d'Extrême-Orient, destinée à mener des opérations amphibies au profit du corps expéditionnaire français en Extrême-Orient.
Après leur arrivée début 1946, les marins du RBFM, souvent embarqués sur des embarcations de débarquement, forment l'infanterie de la BMEO. Un escadron du RBFM participe aux combats de rue contre le Việt Minh précédant le bombardement de Haïphong le 23 novembre, un autre à la bataille de Hanoï déclenchée le 19 décembre. Début décembre, un peloton du RBFM reprend le contrôle de la zone frontalière entre le Cambodge et la Thaïlande, opérant avec ses embarcations dans le lac Tonlé Sap.
Le RBFM et la BMEO sont dissous le 31 décembre 1946 et les fusiliers-marins du RBFM sont rapatriés début 1947.

## Articulation

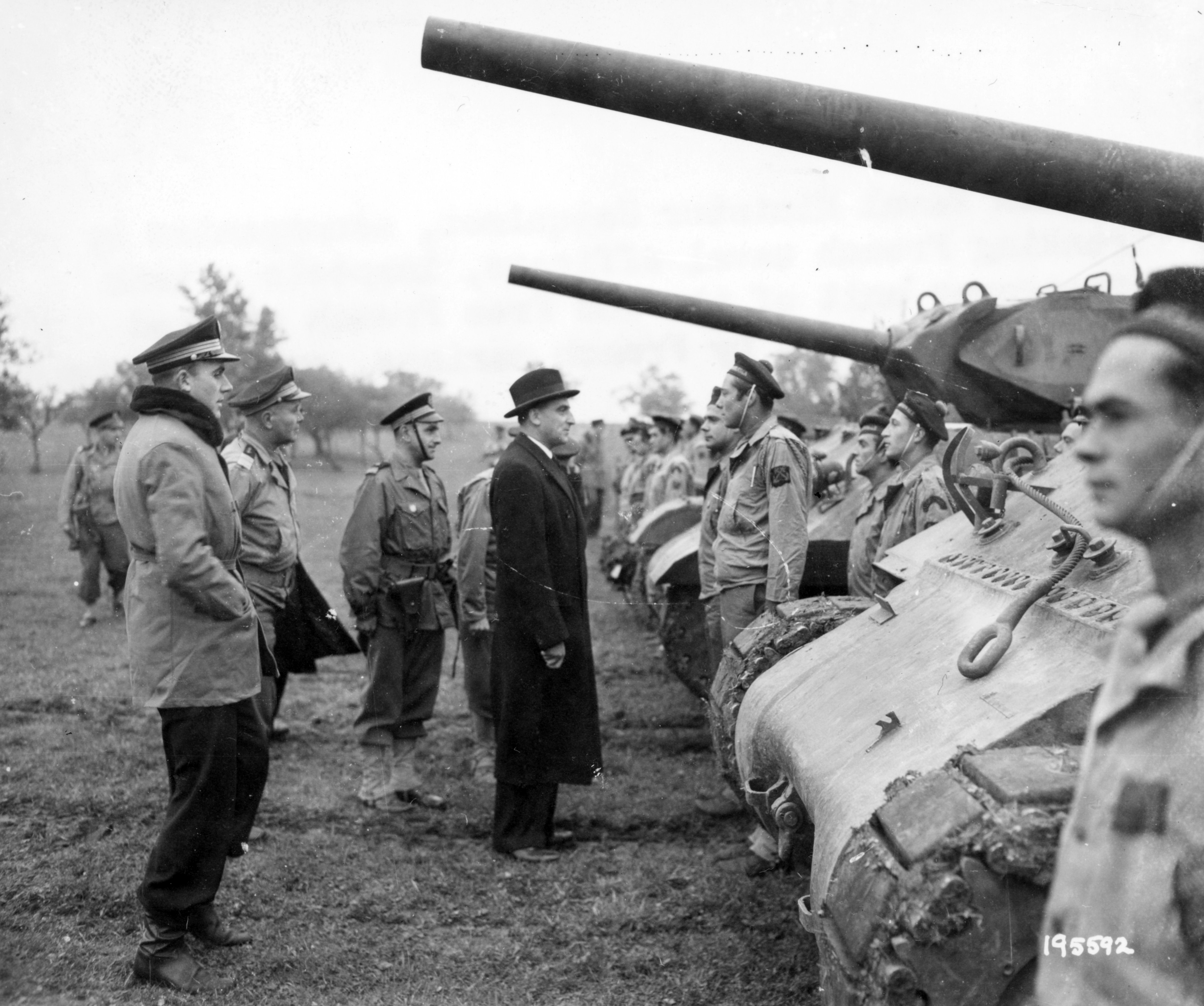
Le ministre de la marine Louis Jacquinot, accompagné d'officiers de la marine française, inspecte des tanks destroyers M10 Wolferine du Régiment blindé de fusiliers-marins, 9 octobre 1944.

Le RBFM était composé de cinq escadrons et d'un escadron d'état-major:
- Commandant du Régiment : CF Maggiar
- Commandant en second : CC Martinet 
  - Escadron d'état-major : LV Brisset et Carsin
    - Peloton d'atelier : Ingénieur de 1re Classe Le Flemm
    - Peloton de commandement : EV Brevard
    - Aumôniers : pères Sybille, Houchet et Dugon
    - Peloton train de combat : Officier des équipages Hillion

  - Premier Escadron (reco) : LV Pauly et Dyvorne
    - Peloton Hors-Rang : PM Roger
    - Peloton de Pionniers : Officier des équipages Renoult puis EV Bebin puis second-maître Kerdraon
    - Peloton de Mortiers : Aspirant Gourmel
    - Peloton d'automitrailleuses: EV Chavanne
    - 1er peloton de combat : EV de Gaulle
    - 2e peloton de combat : EV Dyvorne
    - 3e peloton de combat : EV Chavane

  - Deuxième Escadron (TD): LV Guillon et Gélinet
    - Peloton Hors-Rang
    - Peloton Porté : PM Le Menn puis EV Bebin puis PM Le Menn
    - 1er peloton de combat : EV Hinden
    - 2e peloton de combat : EV Bernard
    - 3e peloton de combat : EV Barnaud puis Aspirant Laforest

  - Troisième Escadron (TD): LV Bonnet
    - Peloton Hors-Rang
    - 1er peloton de combat : LV Josse puis EV Pascalidis
    - 2e peloton de combat : EV Lacoin
    - 3e peloton de combat : LV Vilarem puis EV d'Hauteville

  - Quatrième Escadron (TD): LV Richard
    - Peloton Hors-Rang
    - 1er peloton de combat : EV Allongue
    - 2e peloton de combat : EV Coulondres
    - 3e peloton de combat : EV Durville

  - Escadron hors-rang : LV Ollieu et Mounié
    - Peloton de Commandement
    - Peloton Unité
    - Peloton Approvisionnement
    - Peloton de Santé
    - Peloton féminin d'ambulancières : les Marinettes, homologue des Rochambelles, commandé par l'EV féminin Carsignol. Ce sont « les filles de la 2e DB » appartenant au 13e bataillon médical de la 2e division blindée de Leclerc.

Les hommes du RBFM sont des marins, et reprennent donc les grades et les couvre-chefs de la marine. Les officiers et officiers mariniers portent la casquette, les matelots et quartiers-maîtres le bonnet (à pompon rouge). Les ambulancières/infirmières rattachées à ce régiment, les Marinettes, portent également les effets d'uniforme de la Marine.

## Personnalités

### Philippe de Gaulle

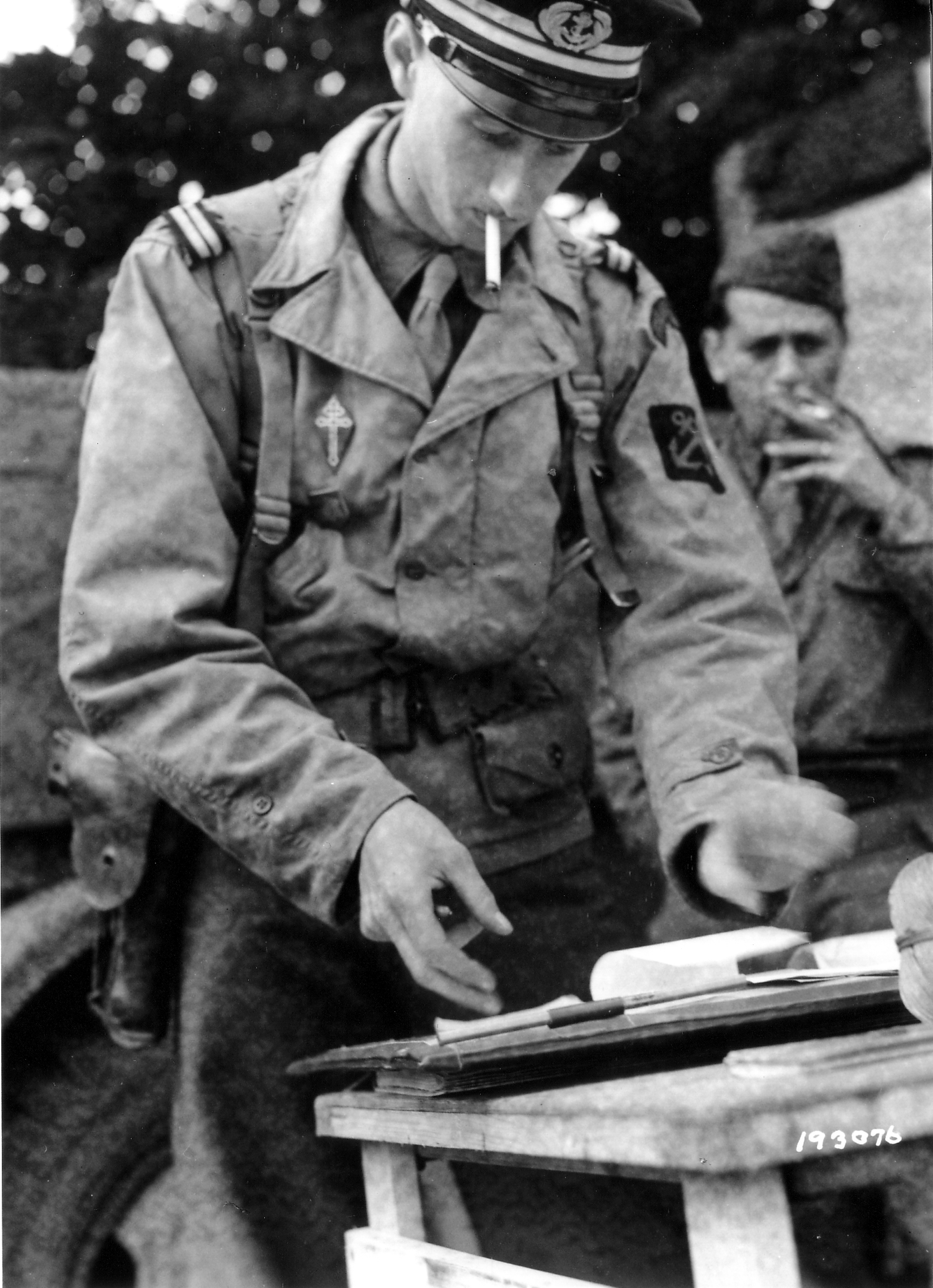
Philippe de Gaulle en uniforme du RBFM.

Le RBFM a accueilli dans ses rangs celui qui deviendra l'amiral Philippe de Gaulle. Il avait rejoint la France Libre comme enseigne de vaisseau.

### Jean Moncorgé (Jean Gabin)
Il accueille aussi un officier marinier, le second maître Jean Alexis Moncorgé qui venait de faire un long périple pour réintégrer la Marine. Cet ancien du bataillon de fusiliers marins à Lorient, rejeté à cause de son âge, réussira à intégrer le RBFM en janvier 1945. Il est intégré au 2e Escadron (Enseigne de vaisseau Gelinet), 2e Peloton comme Chef de Char du TD SOUFFLEUR II. Le second maître Moncorgé est plus connu sous son nom de grand artiste, Jean Gabin, aujourd'hui disparu. En février 1945 il participe à la réduction de la Poche de Royan. Il cantonnera ensuite au Château de Bouges avant de partir pour la campagne d'Allemagne, qui le mènera jusqu'au Nid d'Aigle d'Adolf Hitler à Berchtesgaden.

« En 1945, le "plus vieux chef de char de la France Libre" est démobilisé à l'âge de 41 ans et revient au monde du spectacle. Il a les cheveux blancs. »

— cf. op. cit. Char Souffleur II, Jean Moncorgé
Une restauration du char "Souffleur II" a été présentée en 2007 à Voisins-le-Bretonneux (près de Versailles-Guyancourt),.

## Distinctions
Le RBFM n'est pas une unité des FFL ou des FNFL, leurs membres n'ont donc pas droit au port du Perchoir ou de l'insigne France Libre, plus communément appelé : Moustique. Cependant, il terminera la guerre avec de nombreuses citations diverses. Regardons son bilan :
Le 4e escadron fait l'objet d'une citation spéciale :

« Compte officiellement à son actif : 470 ennemis tués - 430 prisonniers 41 chars détruits - 16 canons détruits - 43 camions et véhicules divers mis hors de combat »

A notamment détruit 13 chars Panther en quarante-huit heures de combat, les 13 et 14 septembre, autour de Dompaire.|Général De Gaulle, 16 septembre 1945
Les marins retrouvent le droit à la fourragère :

« Au cours des combats de Normandie et de Lorraine, le Régiment Blindé de Fusiliers Marins a donné la preuve de sa valeur militaire et de la bravoure de ses équipages.
Le Général est heureux de les autoriser désormais à porter la fourragère de la Légion d'Honneur des Fusiliers Marins de Dixmude, fourragère qui leur avait été attribuée au mois de mai 1944 par le Ministre.
Les Officiers, Officiers Mariniers, Matelots du Régiment Blindé des Fusiliers Marins, seront fiers, au côté de leurs camarades actuellement embarqués d'avoir contribué à rétablir dans son prestige la Marine Française, après tant de douloureux souvenirs. »

— Général Leclerc, Ordre du Jour n°53 du 16 septembre 1944

## Sources
- Cet article est un résumé et une synthèse des références marquées de la plume : .

Jean Mabire a écrit un livre sur le RBFM.